# Juan de Dios Bosque
Juan de Dios Bosque y Ventura Farfán (Sorata, 12 de marzo de 1829 - 9 de marzo de 1890) fue un obispo boliviano fuertemente tradicionalista y antimasónico; el sacerdote más importante del siglo XIX en Bolivia. Llevó a cabo numerosas actividades que reactivaron la presencia de la Iglesia Católica en su país, después de décadas siendo abandonadas varias prácticas religiosas, responsabilidad de las autoridades eclesiásticas.

## Biografía
Nació el 12 de marzo de 1829 en Sorata, provincia Larecaja del departamento de La Paz. Estudió en el Colegio de Ciencias y Artes. Luego ingresó al Seminario para estudiar Teología y estudió también Derecho en la Universidad de La Paz, recibiéndose después de abogado.
El 22 de abril de 1854 fue ordenado diácono; al día siguiente, sacerdote. De inmediato, lo nombraron profesor de Teología y Derecho Canónico en el Seminario (1854-1865). Allí también llegó a ser rector de 1858 a 1860. En 1865, se le dio una canonjía o cargo eclesiástico en la Catedral de la ciudad. Fundó también la Sociedad de Beneficencia para las damas y la de Sociedad Vicente de Paul para varones.
También desarrolló actividad política, puesto que fue diputado y presidente del congreso en 1872. El 27 de noviembre de ese año, el presidente Agustín Morales fue asesinado a balazos a las 21:15 hs, debido a una discusión que mantuvo con un pariente suyo. En ese momento, el obispo Bosque era presidente de la Asamblea Legislativa, por lo que tuvo que asumir la presidencia interina de inmediato. Al día siguiente, la asamblea nombró presidente a Tomás Frías Ametler. Algunos libros omiten el hecho de que Bosque fuera presidente y otros lo detallan, probablemente porque Bosque asumió de manera automática y no mediante posesión formal. Al año siguiente, siendo presidente Tomás Frías, Bosque fue designado consejero de Estado y ministro de Justicia, Instrucción y Culto. En 1879, como ministro plenipotenciario, concluyó un tratado con Portugal.
El 13 de septiembre de 1874, en la catedral de la Arquidiócesis de Sucre, fue ordenado obispo del departamento de La Paz, consagrado por José Puch y Solana, arzobispo de Sucre. En el cargo, continuó la tradición de realizar visita pastoral, luego de medio siglo sin haberse hecho; esto lo logró desde 1877 hasta 1882, debido a que la Guerra del Pacífico interrumpió muchas actividades.

## Lucha antimasónica
En 1877, monseñor Bosque publicó una Carta Pastoral contra el liberalismo y la masonería. Más adelante, a pesar de ello, el presidente Campero promulgó en 1880 una constitución liberal aprobada por la Convención Nacional. Dicha constitución sostenía la libertad de culto en su segundo artículo, a pesar de declarar un Estado confesional: «El Estado reconoce y sostiene la religión católica, apostólica, romana, permitiendo el ejercicio público de todo otro culto».
En 1877, los trabajadores paceños fundaron la Sociedad Fraternal de Artesanos y Obreros, vinculada a la Gran Logia de Perú. Por el contrario, los católicos fundaron el 24 de mayo de 1883 la Sociedad Fraternal de Artesanos de Socorros Mutuos, que se componía tanto de artesanos como de trabajadores industriales. De acuerdo a sus estatutos, era una organización apolítica pero católica, pero más temprano que tarde fue tomada por masones y liberales para ser convertida a la militancia política.
Algunos de los miembros fundadores de este grupo decidieron modificar la estructura de la sociedad y llamaron a reunión el 30 de septiembre de 1885. En dicho evento, excluyeron los elementos progresistas y declararon que la sociedad era esencialmente católica; para enfatizar eso, le cambiaron el nombre a Sociedad Fraternal de Artesanos Obreros de la Cruz, bajo el patronazgo del Señor del Perdón.
Los miembros que aprobaron esto fueron: José Rivera, José Nicasio Luna, Ciriaco Soria, Manuel M. Frontanilla, Luis G. Cuenca, Antonio J. Espinoza, Pedro José Santa Cruz, Tomás Castaños, José M. Morales, Lucas Esteves, José G. Gamarra y José Malles, entre otros. Tales estatutos se conservaron hasta que se instauró otros con base en la fe católica: se cambió el nombre de la organización a Obreros de la Cruz.
Para oponerse a dicha organización controlada por católicos, los progresistas establecieron la Sociedad de Obreros ‘El Porvenir’, pero incluso esta se dedicó a un referente católico: la Virgen del Carmen. Ellos comenzaron a atacar a las hermandades controladas por los jesuitas, quienes los acusaron públicamente de ser socialistas temerarios en 1888.[10]
Entre los miembros de esta sociedad están Luis Cuenca, Claudio Rivera, Antonio J. Espinoza, Félix Ascui, Daniel Aliaga, Emeterio Arteaga, César Arciénega, Bernabé Aguilar, Vicente Aramayo, Galo Bustillos, Francisco Cadena Ramírez, Pedro Chavarría, César Chávez, Saturnino Fernández, Julio Guzmán, Agustín Guzmán, Belisario P. Illanes, Rosendo Landívar, David Landa, José Benito Rodríguez, Juan de Matta Guillén, Ciriaco Soria, Víctor Tarifa, José Valenzuela, Cristóbal Valenzuela, José Valencia, Cristóbal Valencia, Luciano Velasco, Cayetano Zavala y Gregorio Zapata.
Además, el 24 de junio de 1883 se fundó la Sociedad de Socorros Mutuos de San José. La iniciaron personajes paceños destacados en ciencia, letras comercio e industrias. A esta mutual acudían políticos e intelectuales para buscar popularidad y seguidores. Han pertenecido a esta sociedad personalidades importantes como Gregorio Pacheco, Agustín Aspiazu, Nicolás Acosta, Juan Federico Zuazo, Juan Granier, Jenaro Sanjinés, Ignacio Zapata, Moisés Santiváñez, Benedicto Goytia, Serapio Reyes Ortiz, Julio César Valdez, Adolfo Ortega y Daniel Nuñez del Prado.
Por su parte, el obispo Bosque patrocinó la fundación de la Sociedad Católica de Beneficencia Vicente de Paul el 19 de julio de 1885. Los miembros iniciales, además de Boque, fueron: Ignacio L. Zapata, José Carlos Asín, José Santos Machicado, Belisario Saénz, Elías Zalles B., Gerardo Álvarez, Bernardino Sanjinés, Zenón lturralde, Melquiades Loayza y el general Fermín Prudencio, entre otros. Prudencio colaboraría más tarde en la formación de la Federación Obrera de La Paz.
Fue precisamente en 1885 que monseñor Bosque publicó una Carta Pastoral contra la masonería, con la imprenta ‘La Unión Católica’. Este es un extracto de dicha carta:
La herejía, monstruo que no tiene nombre, que lo invade todo, que lo abraza todo, para malearlo todo, no se deja conocer aún en su forma concreta si no es por el odio a la revelación, a la Iglesia de Jesucristo, al sacerdocio fundado por Él y a las prácticas de la piedad cristiana. Amalgama deforme de filosofía y de industria, de teología y de comercio, de ciencias naturales y de sensualismo, de legislación y de modas, de cultura y de barbarie, porque lo ha invadido todo a fin de sacar recursos de todo, para hacer la guerra a Dios; la herejía moderna, en expresión de Donoso Cortés, se parece a un fantasma monstruoso, tanto más impalpable cuanto más se le examina y tanto más mortífero cuanto más se le descuida. Si algunas manifestaciones menos oscuras ha presentado hasta ahora, son el liberalismo y la masonería, cuyo carácter propagandista y avasallador, mezcla de ilustración y de ignorancia, de audacia y de cobardía, de hipocresía y de lealtad, de astucia y de bondad, de ciencia y de mentira, bien representado está por la imagen del león que ruge buscando a quiénes devorar.
En cumplimiento de nuestro deber pastoral, y en la medida de nuestros pobres recursos, no hemos omitido, amados diocesanos, dirigiros, de palabra y por escrito, nuestras reiteradas amonestaciones y advertencias para que estéis vigilantes, para que seáis sobrios y para que cultivéis vuestra fe, a fin de poder resistir a los asaltos del enemigo de Dios y de su Iglesia, que amenaza y ruge a vuestras puertas, para impedir la salvación de vuestras almas, rescatadas con la sangre misma de Jesús.
A propósito de la masonería, hace ocho años que os hemos dado la voz de alarma, en nuestra carta pastoral de 4 de febrero de 1877, manifestándoos el peligro de que esta institución llegare a establecerse en nuestro país, que ella era perniciosa en sí misma, y que estaba prohibida y condenada por la autoridad soberana de la Iglesia nuestra Madre. Y desde entonces en toda ocasión oportuna os hemos advertido desde el púlpito, como también por el ministerio de los sacerdotes, la necesidad de estar en guardia contra esa seducción maléfica, que si era una amenaza para nuestro pueblo, hoy es una realidad funesta, que con razón sobrada dilacera vuestros corazones de cristianos. Harto notorio es que la Logia Masónica ha tenido la audacia de exhibirse públicamente en la ciudad de La Paz, con injuria de Dios y de su Iglesia, con menosprecio de la religión del pueblo y de las leyes de la república.
El 27 de mayo de 1900 se reorganizó la Sociedad de Obreros ‘El Porvenir’ porque sus primeros líderes la habían abandonado por completo. Con su liderazgo progresista, esta sociedad se volvió muy importante en la labor de los movimientos socialistas. Obreros intelectuales como José Benito Rodríguez, Ricardo Perales y Ricardo Aliaga, todos miembros de esta sociedad, fundaron la primera universidad popular en 1910. Este hecho contó con el apoyo de masones importantes, como Néstor Morales Villazón, Norberto Galdo, Humberto Muñoz Cornejo, Vicente Mendoza López y otros «intelectuales destacados de la época».
Esta universidad no se acaloró con el mismo espíritu revolucionario que el del Perú, que en ese tiempo era bombardeado por el pensamiento de José Carlos Mariátegui y Víctor Raúl Haya de la Torre. Sin embargo, la Sociedad de Obreros ‘El Porvenir’ jugó un rol importante en el establecimiento del Centro Obrero de Estudios Sociales en 1914, organización intelectual marxista. Las sociedades mutuales de este tipo permitieron la participación de mujeres en sus actividades.

## Periodo conservador
En 1884, tres partidos políticos se disputaban el poder: el liberal, el democrático y el constitucional. Estos dos últimos se fusionaron para conformar el Partido Conservador, cuya vigencia en el poder duró de 1880 a 1899. Los conservadores buscaban que prime el orden civil en la vida pública y favoreció a la Iglesia Católica. Particularmente, el gobierno de Aniceto Arce tenía como lema: «Organizar y proteger a Bolivia cambiando la faz económica». Los liberales confrontaron esto y estaban respaldados por la masonería; defendían el laicismo frente a la resistencia eclesiástica y la llegada de sus congregaciones.
La etapa del conservadurismo en los últimos 26 años del siglo XIX involucró a los sacerdotes en cargos públicos en el congreso. Así, los católicos notables de la época se oponían al matrimonio civil y acusaban a los liberales de ateos. Según historiadores liberales, defendían el poder empresarial del mineral de la plata en los departamentos del sur (Potosí y Chuquisaca), mientras que los liberales apoyaban la explotación del estaño en los departamentos del norte (La Paz y Oruro).
El 7 de mayo de 1880, a causa de la Guerra del Pacífico, se creó en La Paz el Comité de Ambulancia, que estuvo bajo la presidencia del obispo Bosque. Allí, él tenía como principal responsabilidad enviar y recibir a Tacna (Perú) las contribuciones financieras a la organización; quien administraba ese dinero era el tesorero Heriberto Gutiérrez. Posteriormente, dicha institución cambió su nombre a Cruz Roja Boliviana. Bosque organizó a las ‘matronas de La Paz’, mujeres que reunían insumos que equipaban las ambulancias y un estandarte para el cuerpo.
El 9 de octubre de 1881, una misión jesuítica arribó a la ciudad de La Paz, y estaba conformada por los padres Antonio Pérez Barba, Gabino Astráin y Francisco Urdaneta. Los tres fueron recibidos por el obispo Juan de Dios Bosque, un cabildo eclesiástico, el clero secular, los religiosos franciscanos y mercedarios, y un gran público expectante.
Se hospedó a los prelados en el Convento de San Francisco, a pesar de la férrea oposición de masones y liberales. Más adelante, a pesar de esta actitud negativa, muchos opositores a los jesuitas inscribieron a sus hijos en un colegio fundado por ellos en La Paz.
En 1883, convocó y organizó el IV Sínodo Diocesano, el primero concretado desde la fundación de Bolivia y después de casi siglo y medio sin que se realice uno en el territorio. En dicho sínodo, se enfocó en restaurar la disciplina eclesiástica y a mejorar la formación sacerdotal de los seminaristas.
Por otro lado, creó la Junta Directiva, institución con la que pudo continuar las obras de construcción de la Catedral después de medio siglo de pausa. Sin embargo, no se pudo avanzar mucho debido a la falta de recursos.
Su gobierno pastoral combatió abierta y fuertemente la masonería y el liberalismo. Su rival principal fue el ministro de Gobierno, José Pol, quien interfería constantemente en su jurisdicción religiosa. También se enfrentó al propio presidente de la república, Gregorio Pacheco, que lo difamaba ante el congreso.
Para efectuar mejor su cruzada, fundó la Sociedad Católica en 1882, institución que tenía su propio semanario: La Estrella. También creó la Unión Católica, que contaba con el semanario Progreso como portavoz, fundado en 1885. Fue un sacerdote progresista en el contexto de su época, pero no revolucionario: abogaba por el desarrollo de Bolivia.
Entre el 9 de junio y 6 de octubre de 1889, participó del III Concilio Platense, convocado por monseñor Pedro José Cayetano de la Llosa. Allí participaron también mons. Francisco María del Granado (Cochabamba) y monseñor Juan José Baldivia (Santa Cruz de la Sierra). Dicha reunión importante trató diferentes cuestiones:
- Asuntos doctrinales
- Apostolado militante de los laicos
- Pastoral sacramental
- Lucha antiliberal
- Lucha antimasónica
- Aplicación de las constituciones del Concilio Vaticano I

Falleció el 9 de marzo de 1890, a los 61 años de edad. Contó en total con 36 años de servicio en el sacerdocio y 15 en el obispado. En Sorata, municipio donde nació, existe una plazuela con su nombre, que tiene en el centro un monumento realizado por el escultor cochabambino Alejandro Guardia Valverde.
La Plazuela Juan del Bosque es un ícono de Masaya, zona sur del municipio de Sorata; se dice que el obispo jugaba de niño en este lugar. Fue inaugurada oficialmente el 9 de marzo de 1947. Su construcción estuvo a cargo de la Prefectura de La Paz, bajo la dirección del ing. J. Illanes y el constructor italiano Ermengildo Bertoia Gri, muy conocido en la localidad. Ese mismo año se organizó el Congreso Eucarístico, motivo por el cual se colocó el monumento a monseñor Bosque allí. En la inauguración, el padre Manuel Cuba Botello pronunció un discurso en aimara.
El 14 de septiembre y otras fechas se realiza peleas de gallos en la plazuela, dirigidas por la familia Mamani, propietaria actual de la casa del obispo Bosque. Generaciones de sorateños compartieron en esta plazuela juegos de billar de la familia Zamorano, proyecciones de cine, y encuentros de bohemios y guitarreros, entre otros. La plazuela se utiliza actualmente para fiestas populares, como un recital que hubo el 13 de abril de 2012 desde las 19:00 hasta las 20:30, animada por el grupo folclórico Los Kjarkas.
Los vecinos conmemoran también el 12 de marzo, fecha en que nació el obispo. La festividad empieza la noche anterior a las 23:00 horas, con amplificación de sonido y ponche. Al día siguiente se celebra misa y alguien a quien llaman ‘pasante’ ofrece música y bebida. Dicha celebración acontece apenas desde unas cuantas décadas atrás.
La plazuela comenzó con 12 palmeras, y una fue destruida por un rayo en los años 80. La leyenda urbana indica que fueron traídas desde oasis de África del norte y que tienen 340 años como esperanza de vida. Se calcula que las palmeras de esta plazuela cuentan con 154 años actualmente.
La única parte de la plazuela que se conserva intacta es el centro, donde está la figura del obispo y tres figuras humanas que lo acompañan: dos monjas y un soldado. La escultura de mons. Bosque se encuentra encima de una pirámide de base cuadrada, hecha de roca granítica extraída de los alrededores de Sorata. Sus acompañantes están sobre dos paralelepípedos.
Cuando se inauguró la plazuela, su piso estaba hecho de cemento y tenía banquetas del mismo material. Los pasillos del paseo tienen forma de cruz si se los ve desde arriba. Entre las cuatro entradas de la plaza, dos cuentan con peldaños de piedra.

## Obra

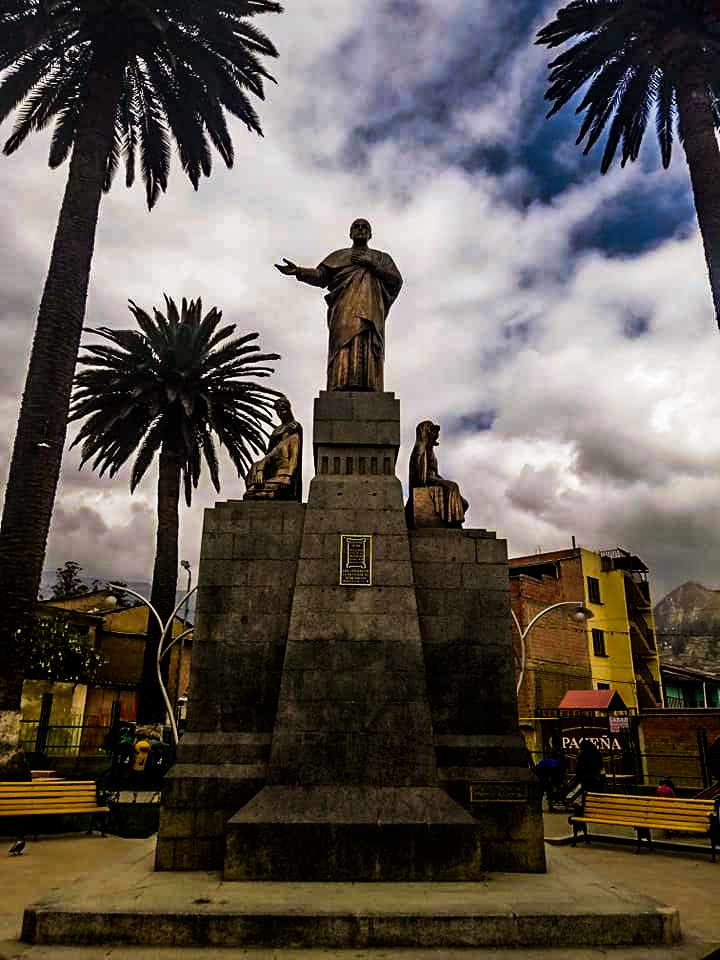
Escultura dedicada a Juan de Dios Bosque.

Juan de Dios Bosque no dejó obras literarias o ensayísticas escritas, pero sí documentos oficiales que publicó en el ámbito institucional religioso:
- Programa de los exámenes de Instrucción secundaria, correspondientes al año escolar de 1857, para el 15 y siguientes de 1858. La Paz, 1857.
- Examen de derecho canónico que los alumnos del tercer año de la Facultad de Teología rendirán el día 1º de octubre de 1860 en el salón de la Universidad. La Paz, 1860.
- Examen de Derecho Canónico que los alumnos del tercer año de la facultad rendirán el día diciembre de 1863 en la capilla del Seminario Conciliar. La Paz, 1863.
- Carta Pastoral que el Dr. D. Juan de Dios Bosque, Obispo de la Diócesis de Nuestra Señora de La Paz, dirige a sus diocesanos, con motivo de haber tomado posesión de su sede episcopal. La Paz, 1875.
- Carta pastoral que el ilustrísimo Obispo de Nuestra Señora de La Paz Dr. D. Juan de Dios Bosque, dirige a sus diocesanos con motivo de la Santa Visita Pastoral. La Paz, 1877.
- Exhortación Pastoral que el Obispo de La Paz dirige a sus diocesanos con motivo de la deplorable guerra en que está empeñada la nación. La Paz, 17 de abril de 1879.
- Carta Pastoral que el Ilustrísimo Obispo D. Juan de Dios Bosque, dirige a sus diocesanos anunciándoles el jubileo del año 1879. La Paz, 1879.
- Carta Pastoral que el Iltmo. Obispo de la Diócesis de La Paz, Doctor Don Juan de Dios Bosque, dirige a sus diocesanos. La Paz, 1882.
- Carta pastoral que el Ilustrísimo Señor Obispo de la Diócesis de La Paz, Doctor Don Juan de Dios Bosque, dirige a sus feligreses, con motivo de haberse inaugurado la Logia Masónica por medio de su secretario A. F. Cueto. La Paz, 1885.

Constituciones sinodales de la diócesis de N. Sra. de La Paz, dadas por su obispo, el Dr. D. Juan de Dios Bosque, en el sínodo diocesano celebrado en los días 22, 26 y 29 de noviembre de 1883. La Paz, 1885.
Manifiesto que el ilustrísimo Obispo de La Paz D. D. Juan de Dios Bosque dirige a sus diocesanos con motivo de las ofensas que le ha hecho el Gobierno a su Patria. La Paz, 1887.
Carta Pastoral que el Iltmo. Obispo de la ciudad de La Paz, Doctor Juan de Dios Bosque dirige a sus diocesanos. La Paz, 1888.